# Santos Silva Alves Michael
Santos Silva Alves Michael (nacido el 16 de febrero de 1996) es un futbolista brasileño que se desempeña como delantero.

## Trayectoria

### Clubes
| Club    | País  | Año    |
| ------- | ----- | ------ |
| FC Gifu | Japón | 2018 - |

## Estadística de carrera

### J. League
| Club    | Año   | J. League | J. League | Copa J. League | Copa J. League | Total | Total |
| Club    | Año   | Part.     | Goles     | Part.          | Goles          | Part. | Goles |
| ------- | ----- | --------- | --------- | -------------- | -------------- | ----- | ----- |
| FC Gifu | 2018  | 4         | 0         | -              | -              | 4     | 0     |
| Total   | Total | 4         | 0         | 0              | 0              | 4     | 0     |